# 英國政府
大不列顛及北愛爾蘭聯合王國政府，簡稱「聯合王國政府」或「英國政府」、「國王政府」，當前官方名稱為「國王陛下政府」（英語：His Majesty's Government），當君主為女性時稱為「女王陛下政府」（英語：Her Majesty's Government），香港又稱「英廷」，是英国的中央行政機關。
在英國憲法下，行政權屬於英国君主，並在樞密院建議下行駛權力；實際上，大部份職權歸由首相及內閣行駛或建議行駛，或由內閣大臣以政府部門首長身份直接行使行政權。在議會主權的原則下，政府須依賴國會制定法律及徵稅撥款，首相及內閣亦須獲下議院問責及信任方可施政。
英國首相是英皇陛下政府的首腦，負責領導政府施政並揀選其他內閣成員。內閣是英國政府中最高層的決策機關，由首相、內閣大臣及其他重要國務大臣組成。按照慣例，英國君主會任命一名能夠獲得下議院多數議員支持的政黨黨魁，出任首相並籌組政府，而該人選通常為下議院第一大黨或多數聯盟的領袖。
自2024年7月5日起，英國政府由工黨組成。現任首相為工黨黨魁施紀賢，於同日獲英國國王查理斯三世正式委任。

## 權力

### 皇家特權
英國君主是聯合王國的國家元首，但並非政府首腦。實際上，君主依慣例不會直接參與管治國家的政事，並保持政治中立。然而，作為國家主權的象徵，君主（即「官方」）所擁有的權威，仍然是現代政府行使行政權力的根源。
除了明確規定於法律的權力外，君主亦擁有一系列的特定權力，統稱為皇家特權。這些權力涵蓋範圍廣泛，包括發放或撤銷護照的權力，以至宣戰的權力。根據長久以來的憲政慣例，大部分皇家特權已由政府大臣或其他官員代為行使，且無須獲得國會額外批准。
此外，英國首相每週均會與君主會面一次。會面內容屬機密，但雙方討論通常涉及政府及政治事務，而君主具備向首相作出建議、褒獎權及警告的權利及責任。然而，這些意見並無約束力，最終君主必須遵從及支持政府的決策。
皇家特權的範圍，包括但不限於：

### 國內權力
| 權力                           | 實際決策人                   | 釋義 |
| ------------------------------ | ---------------------------- | --- |
| 任命及罷免首相                 | 君主                         | 自1834年以來，君主已不再自行決定首相人選，而是依循現行憲政慣例，任命最有可能獲得下議院信任（即取得過半議員支持）的國會議員                     |
| 任命及罷免其他政府大臣         | 首相                         | 君主會按照首相的建議行使任免權力，所以現時官方會稱作「批准任命」                                                                               |
| 御准及頒布法律                 | 君主                         | 任何法案獲國會通過後，必須獲君主給予御准（Royal Assent）方可成為正式法律。理論上，君主亦擁有拒絕御准的權力，但自1708年安妮女皇以來，歷代君主未再行使此權力 |
| 授予及委任武裝部隊軍官         | 國防委員會                   | 君主可向武裝部隊的軍官授予軍銜及任命職務 |
| 統帥武裝部隊                   | 國防委員會                   | 國防委員會（Defence Council）會以君主的名義行使此權力 |
| 任命樞密院成員                 | 首相                         | 首相會先從擔任政治、司法及教會職務的人士中提名，再交由君主正式任命                                                                             |
| 簽發、暫停、撤銷或沒收英國護照 | 內政大臣                     | 此權力不一定適用於馬恩島、海峽群島或英國海外領土的人士                                                                                         |
| 特赦罪犯                       | 相關內閣大臣或構成國政府官員 | 君主擁有皇家赦免權（Royal Prerogative of Mercy） |
| 授予、撤銷及取消榮譽           | 君主或相關內閣大臣           | 君主擁有頒授及廢除爵位、勳章等榮譽的權力 |
| 頒發皇家憲章                   | 樞密院（內閣）               | 君主可授予公司法人地位，包括賦予某地市政機構及城市地位，並有權修改、取代或撤銷現有憲章                                                         |

### 對外權力
- 締結及批准條約
- 宣戰及締結和平
- 派遣武裝部隊到海外行動
- 承認外國政府
- 派遣和接納外交使節

雖然皇家特權的具體範圍從未有正式文件詳細列明，但英國政府曾於2003年10月公布上述權力清單，以提高透明度，因為部分由君主名義行使的權力屬於皇家特權的一部分。然而，皇家特權的完整範圍從未完全明確界定，因為許多權力源自古代習俗及專制君主時期，並隨後因憲制發展而有所變更。

### 權力限制
英國政府擁有廣泛的行政權力，主要源自國會法令授予的法定權力、以及普通法下保留的皇家特權及其他特權。按照議會至上的原則，政府所擁有及行駛權力受國會限制及監督。與此同時，政府行駛公權力會受到嚴格的法律和制度約束，包括憲法慣例、成文法、人權法和程序公義等。此外，普通民眾可以在英國各地法院透過司法覆核機制，確保其行政行為的合法性和合憲性。

## 架構

### 政府大臣
根據憲法慣例，政府部長通常必須是上議院或下議院的議員，以便在所屬議事廳內向國會問責，接受議員質詢及向其報告重要決策。在特殊情況下，首相會選擇委任並非議員的人士擔任部長，並通過任命他們為上議院議員。
政治任命的部長可分為三類：內閣大臣、國務大臣及政務次官。內閣大臣通常由出身於下議院的國會議員擔任，負責掌管各個內閣部門，擬定政策方向及作政治決定。國務大臣及政務次官類似於其他國家的副部長及助理部長，協助所屬的內閣大臣進行決策，負責統籌特定政策範籌。
在國會，所有部長會被歸類為執政黨的前座議員，坐在兩院議長的右側。

### 政府部門
截至2024年，英國政府聘用約51.3萬名公務員和其他職員，分佈於24個內閣部門及其轄下行政機構。此外，政府亦設有20個非內閣部門專司其他範疇的額外職能。

## 工作地點
首相辦公室設於倫敦唐寧街10號，每週會在此舉行內閣例會。大部份政府部門總部則設於鄰近的白廳。

## 下級政府

### 權力下放
自1999年起，英國政府的部份職能已下放予蘇格蘭、威爾斯和北愛爾蘭的民選政府及議會。三個構成國的政府不屬於英國政府的一部分，而是直接向所屬國的議會及人民負責。相比之下，英格蘭則未有權力下放的政府。

### 地方政府
英國各部分由最多三層的地方政府組成，而某些地方則合併成單一管理區，交由一個地方機構管理。地方議會擁有有限權力向當地居民及企業徵稅，並負責提供市政服務和管理公共設施，受房屋社區及地方政府部監督及支援。中央政府亦會通過撥款向地區施加影響力。

## 另見
- 英國政府部門
- 英國樞密院
- 英皇陛下最忠誠的反對黨
- 蘇格蘭政府
- 威爾斯政府
- 北愛爾蘭行政院
- Gov.uk

### 引用
1. ↑  . Government Communication Service. UK Government. 21 December 2023  [2024-04-29]. （原始内容存档于2024-08-30） （英语）.
2. ↑  香港天主教教區檔案：紀念亡者-已故聖職人員及修士-徐誠斌主教 的存檔，存档日期2015-07-21.
3. ↑  陳, 曉蕾. . 明周叢書系列 第2版. 香港: 明窗出版社. 2004 [2002]  [2016年5月22日]. ISBN 9629737426. （原始内容存档于2016年6月17日） （中文（繁體））.
4. ↑  關, 詩珮.  (PDF). 中央研究院近代史研究所集刊 第81期. 臺灣: 中央研究院近代史研究所. 2013年9月: 24  [2016年5月22日]. ISSN 1029-4740. （原始内容存档 (PDF)于2021年4月1日） （中文（臺灣））.
5. 1 2  英國政府. . Directgov.   [2012-10-15]. （原始内容存档于2012-10-15） （英国英语）.
6. ↑  英國政府. . Directgov.   [2010-09-23]. （原始内容存档于2012-10-15） （英国英语）.
7. ↑  UKCLA. . UK Constitutional Law Association. 2021-10-18  [2025-01-30] （英语）.
8. 1 2  英國下議院委員會辦公室. . 英國國會.   [2010-09-23]. （原始内容存档于2016-06-09） （英国英语）.
9. ↑  . AP News. 2024-07-05  [2025-01-30] （英语）.
10. ↑  . www.royal.uk.   [2025-01-29] （英语）.
11. ↑  . 大紀元 www.epochtimes.com. 2011-06-08  [2025-01-29] （中文（繁體））.
12. ↑  . BBC Newsround. 2021-06-24  [2025-01-29] （英国英语）.
13. ↑  Dyer, Clare; correspondent, legal. . The Guardian. 2003-10-21  [2025-01-29]. ISSN 0261-3077 （英国英语）.
14. ↑  . The Constitution Society.   [2025-01-30] （英国英语）.
15. ↑  . Britpolitics.   [2025-01-30] （英国英语）.
16. ↑  . British Institute of Human Rights.   [2025-01-30] （美国英语）.
17. ↑  . British Constitution.   [2025-01-30] （英国英语）.
18. ↑  Kelly, Richard. . 2025-01-30 （英国英语）.
19. ↑  . www.parliament.uk.   [2025-01-30] （英语）.
20. ↑  . Britpolitics.   [2025-01-30] （英国英语）.
21. ↑  . Institute for Government. 2024-06-11  [2025-01-30] （英语）.
22. ↑  . www.gov.uk.   [2025-01-30] （英语）.

### 腳註
1. ↑  取自「大英帝國朝廷」之意，是一種書面語，常以「上書英廷」的字眼出現，[2][3][4]與「上朝至清廷」的用法相對應。（页面存档备份，存于）

## 外部連結
- 英國政府公共服務網站（页面存档备份，存于）
- 唐寧街10號官方網站 （页面存档备份，存于）
- Reconstitution─專責推廣公眾認識英國憲法 （页面存档备份，存于）